# Sari Lennick
Sari Wagner Lennick (4 de agosto de 1975)es una actriz estadounidense. Es una de las protagonistas de la película A Serious Man (2009) de los hermanos Coen. Sus trabajos previos como actriz fueron en el teatro. Además actuó en el Edinburgh Fringe.
Lennick nació y se crio en Miami, Florida.